# Eugeni Casanova i Solanes
Eugeni Casanova i Solanes (Lleida, 9 de febrer de 1958) és un escriptor, documentalista, periodista i filòsof lleidatà. És llicenciat en Ciències de la Informació (UAB) i en Filosofia (UB), i doctor en Llengua i Literatura Catalanes (UAB). Ha treballat a Avui, Vilaweb, El Periódico de Catalunya, La Vanguardia, Tiempo, Cadena SER o Televisión Española. La seva obra ha estat traduïda al castellà. També va ser el codirector del documental Catalunya Nord, la llengua enyorada, el qual va guanyar el premi al millor documental del Festival Internacional de Cinema en Català (FIC-CAT) de 2020.

## Obra publicada
- L'ós del Pirineu. Crònica d'un extermini. Lleida: Pagès, 1997 (segona edició ampliada i amb epíleg de Jordi Sabater i Pi també a Pagès Editors, 2005).
- Un viatge monstruós. Amb tren pel Transsiberià i la Ruta de la Seda. Barcelona: La Magrana, 1997.
- Sàhara Nord-Sud. La travessia per la costa atlàntica i el Nil. Barcelona: La Magrana, 2000.
- Almogàvers, monjos i pirates. Viatge a l'Orient català. Barcelona: Proa, 2001.
- Aigüestortes. Símbol, 2002.
- Viatge a les entranyes de la llengua. De la riquesa a l'agonia del català. Lleida: Pagès, 2003.
- Els jueus amagats. Supervivents de la Inquisició a la Sefarad del segle XXI. Barcelona: Columna, 2005.
- El complot. La trama en la segregació del Bisbat de Lleida i el litigi de les obres d'art. Pagès Editors, 2008.[4]
- La conquesta de l'Orinoco. Fèlix Cardona i l'exploració catalana de Veneçuela. Símbol, 2012.
- Collserola. Natura entre ciutats. Símbol, 2012.
- Els parlars del Pirineu. Un viatge lingüístic per totes les valls del sud de la serralada. Pagès Editors, 2012.[5]
- Guerra bruta i discurs de la por. Crònica dels quinze mesos que van fer lliure Catalunya. Pagès Editors, 2014.
- Els gitanos catalans de França. Llengua, cultura i itineraris de la gran diàspora. Pagès Editors, 2016.
- Masies i vida rural a Collserola. Mirador Llibres, 2016.
- Vallvidrera a través dels segles. Mirador Llibres, 2018.

## Guardons
- Premi Jaume Camp de Sociolingüística 2015 pel treball Identificació i localització de les poblacions de gitanos catalans a França, llengua, cultura i itineraris migratoris,[6] que va donar a conèixer l'existència dels gitanos catalans de França més enllà del Rosselló.
- Premi al Millor Documental del Festival FIC-CAT 2020 de Roda de Berà per Catalunya Nord. La llengua enyorada.